# شينجي موراي
شينجي موراي (باليابانية: 村井 慎二) (1 ديسمبر 1979 في تشيبا في اليابان – )؛ هو لاعب كرة قدم ياباني سابق كان يلعب كلاعب وسط. سبق له أن لعب مع منتخب اليابان.

## وصلات خارجية
- شينجي موراي على موقع رابطة كرة القدم اليابانية للمحترفين (اليابانية)
- شينجي موراي على موقع قاعدة بيانات كرة القدم.إي يو (الإنجليزية)
- شينجي موراي على موقع ناشيونال فوتبول تيمز (الإنجليزية)
- شينجي موراي على موقع Soccerway.com (الإنجليزية)
- شينجي موراي على موقع عالم كرة القدم.نت (الإنجليزية)

- National Football Teams
- Japan National Football Team Database